# Frantz Pangop
Franck Tchidjui Pangop (Douala, 18 maggio 1993) è un ex calciatore camerunese, di ruolo centrocampista.

## Caratteristiche tecniche
È una trequartista.

## Carriera

### Nazionale
Ha esordito in nazionale il 12 agosto 2017 in occasione del match vinto 2-0 contro São Tomé e Príncipe, match in cui ha segnato la prima rete dell'incontro.

## Statistiche

### Cronologia presenze e reti in nazionale
| Cronologia completa delle presenze e delle reti in nazionale ― Camerun | Cronologia completa delle presenze e delle reti in nazionale ― Camerun | Cronologia completa delle presenze e delle reti in nazionale ― Camerun | Cronologia completa delle presenze e delle reti in nazionale ― Camerun | Cronologia completa delle presenze e delle reti in nazionale ― Camerun | Cronologia completa delle presenze e delle reti in nazionale ― Camerun | Cronologia completa delle presenze e delle reti in nazionale ― Camerun | Cronologia completa delle presenze e delle reti in nazionale ― Camerun |
| Data                                                                   | Città                                                                  | In casa                                                                | Risultato                                                              | Ospiti                                                                 | Competizione                                                           | Reti                                                                   | Note                                                                   |
| ---------------------------------------------------------------------- | ---------------------------------------------------------------------- | ---------------------------------------------------------------------- | ---------------------------------------------------------------------- | ---------------------------------------------------------------------- | ---------------------------------------------------------------------- | ---------------------------------------------------------------------- | ---------------------------------------------------------------------- |
| 12-8-2017                                                              | São Tomé                                                               | São Tomé e Príncipe                                                    | 0 – 2                                                                  | Camerun                                                                | CHAN 2018 - Terzo turno                                                | 1                                                                      |                                                                        |
| 19-8-2017                                                              | Yaoundé                                                                | Camerun                                                                | 2 – 0                                                                  | São Tomé e Príncipe                                                    | CHAN 2018 - Terzo turno                                                | -                                                                      |                                                                        |
| 7-10-2017                                                              | Yaoundé                                                                | Camerun                                                                | 2 – 0                                                                  | Algeria                                                                | Qual. Mondiali 2018                                                    | 1                                                                      | 87’                                                                    |
| 11-11-2017                                                             | Ndola                                                                  | Zambia                                                                 | 2 – 2                                                                  | Camerun                                                                | Qual. Mondiali 2018                                                    | -                                                                      | 46’                                                                    |
| 16-1-2018                                                              | Agadir                                                                 | Camerun                                                                | 0 – 1                                                                  | Rep. del Congo                                                         | CHAN 2018 - Fase a gironi                                              | -                                                                      | 69’                                                                    |
| 20-1-2018                                                              | Agadir                                                                 | Angola                                                                 | 1 – 0                                                                  | Camerun                                                                | CHAN 2018 - Fase a gironi                                              | -                                                                      | 79’                                                                    |
| Totale                                                                 |                                                                        | Presenze                                                               | 6                                                                      |                                                                        | Reti                                                                   | 2                                                                      |                                                                        |